# Halebid
Halebid (kannada nyelven: ಹಳೆಬೀಡು átírva: Haḷebīḍu, angolul: Halebidu) település India Karnátaka államában Bengalurutól 220 km-re Ny-ra, Belurtól 16 km-re. Lakossága mintegy 9 ezer fő volt 2001-ben. 
A Hojszala uralkodók fővárosa volt a 12. században. Mai legérdekesebb látnivalói a Hojszálésvara és a Kédarésvara templomok. A templomok frízei a középkori indiai szobrászat mestereit dicsérik. Az alkotók úgy tudtak bánni a kővel, mintha az fa vagy elefántcsont lenne. Van egy kevésbé díszített korai dzsaina templom is, amely oszlopai görbetükörként szolgálnak. 

## Galéria

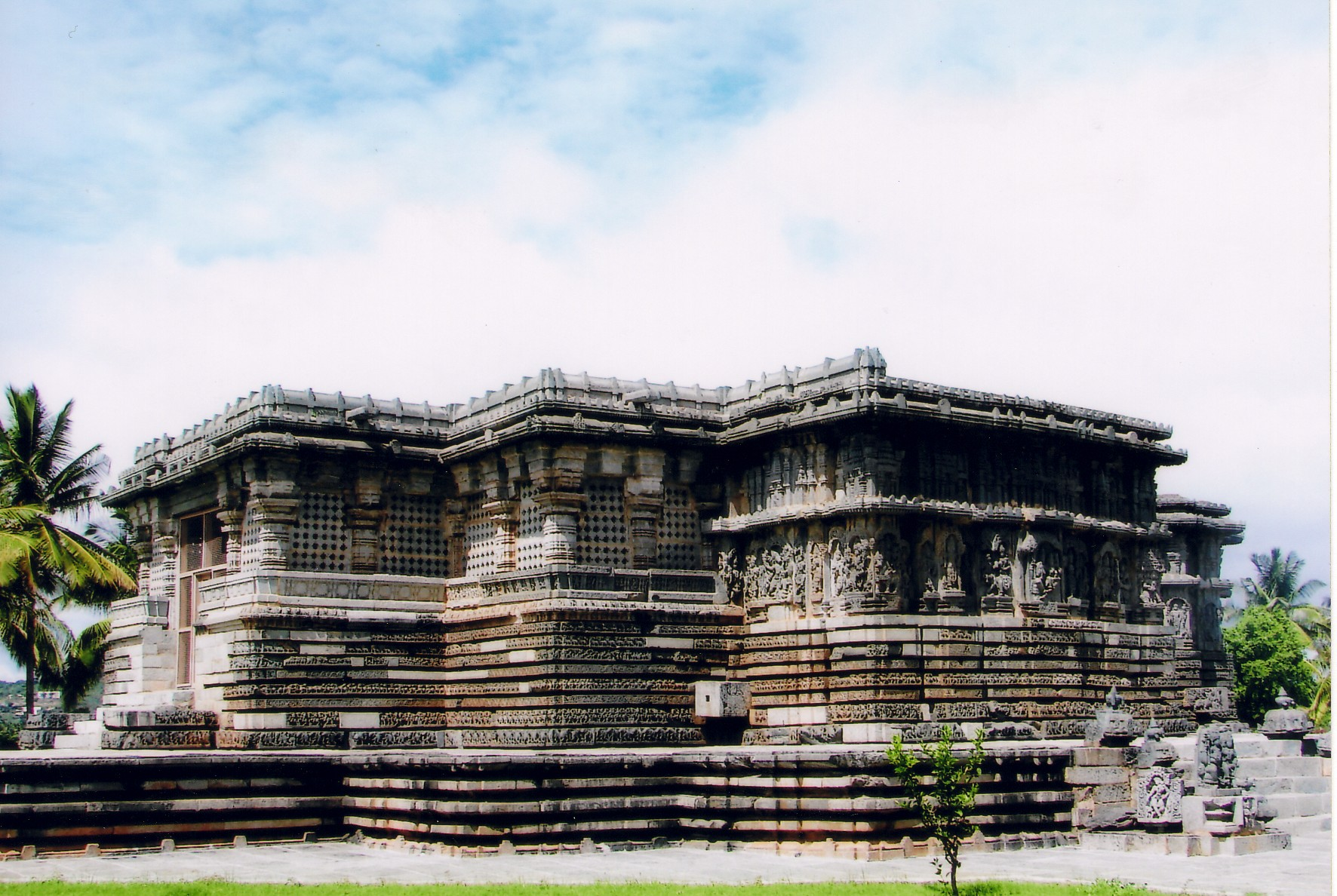
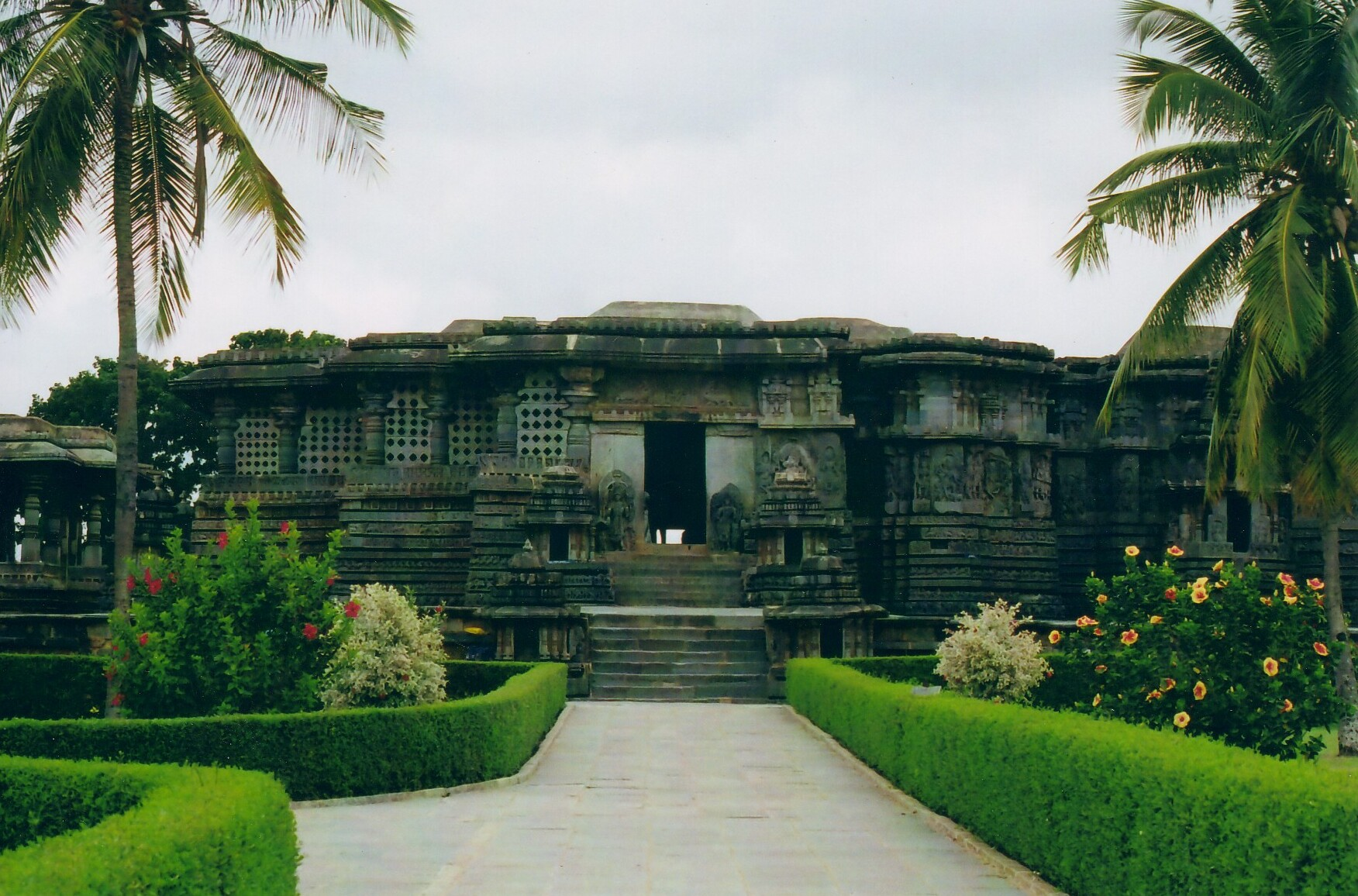
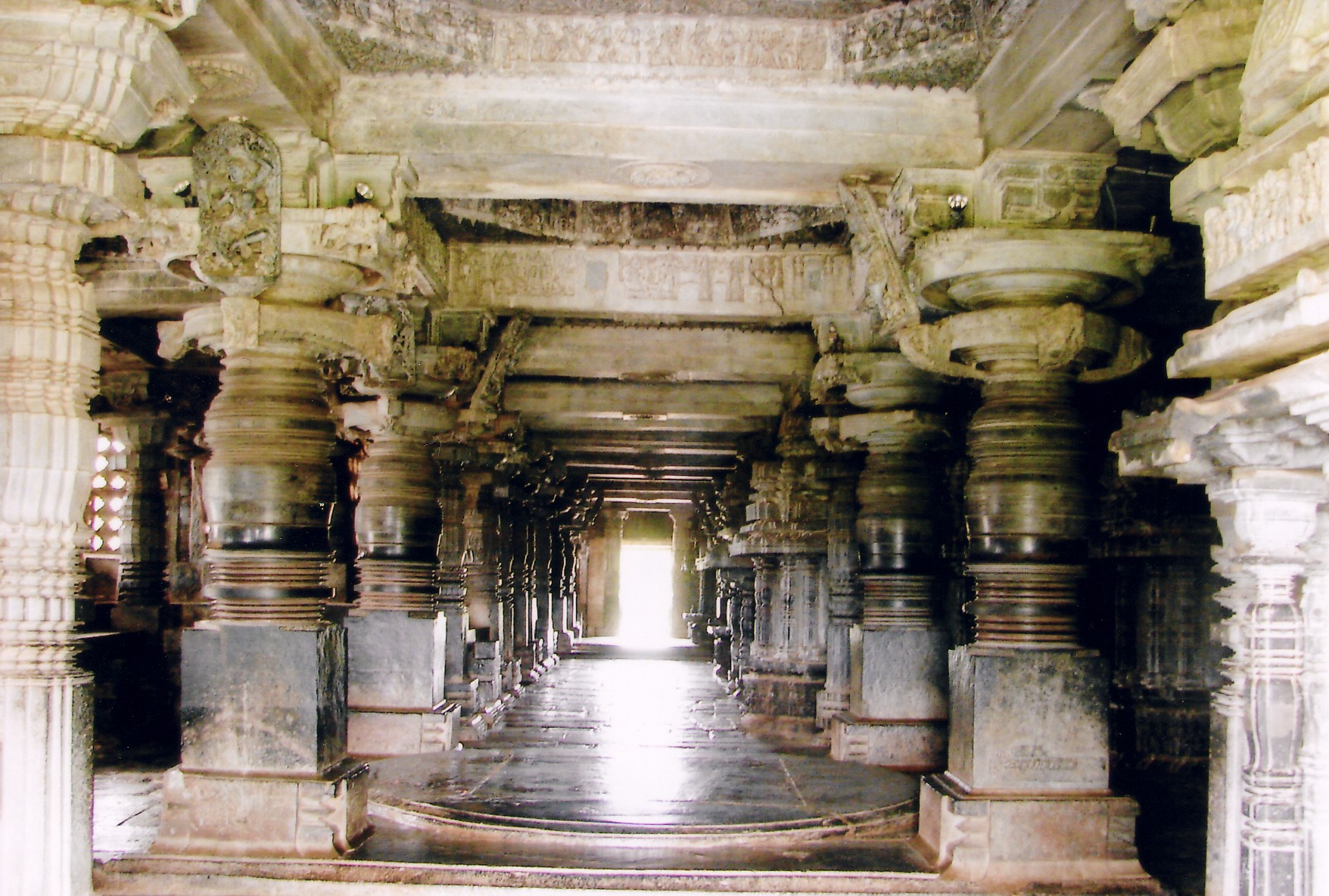
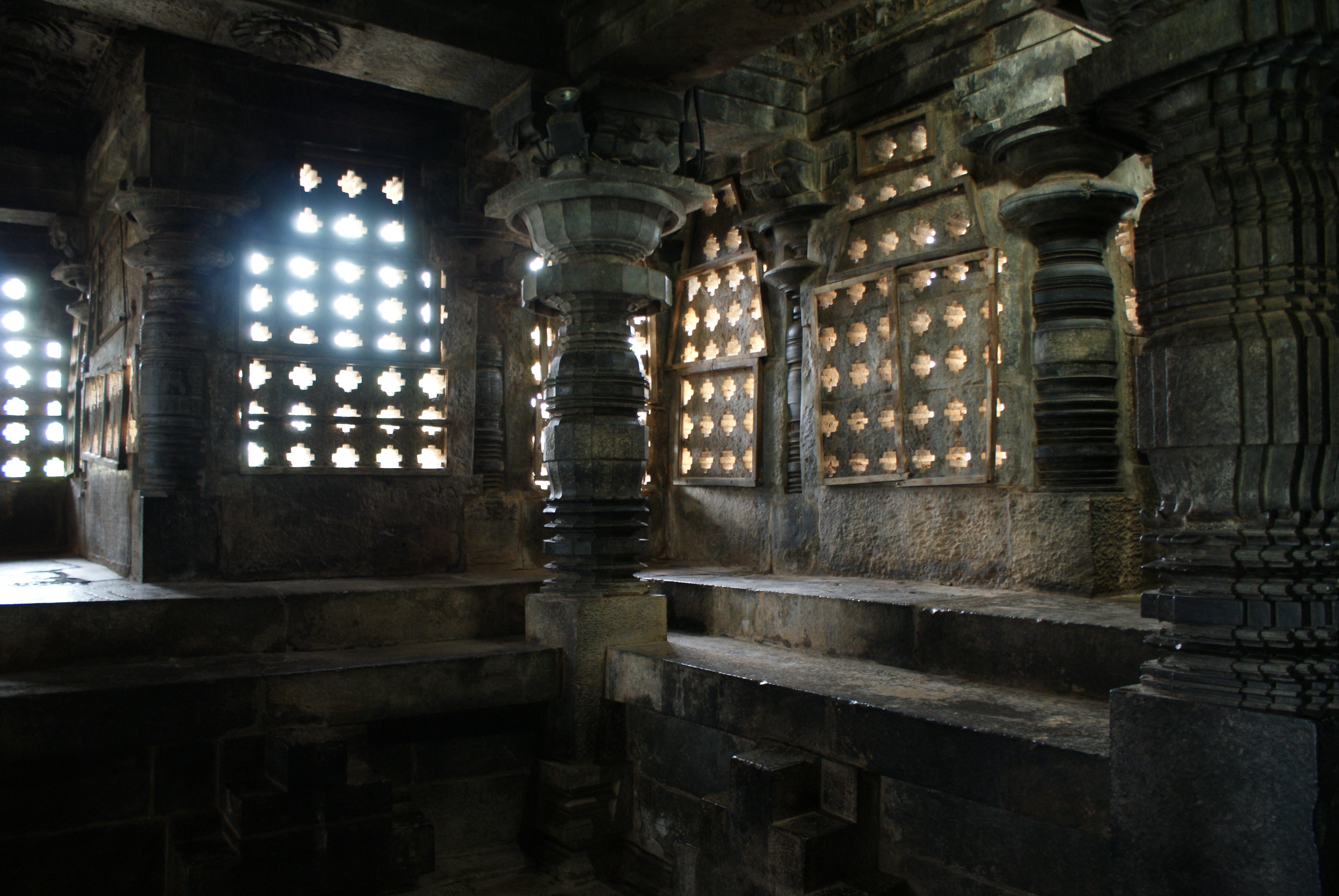
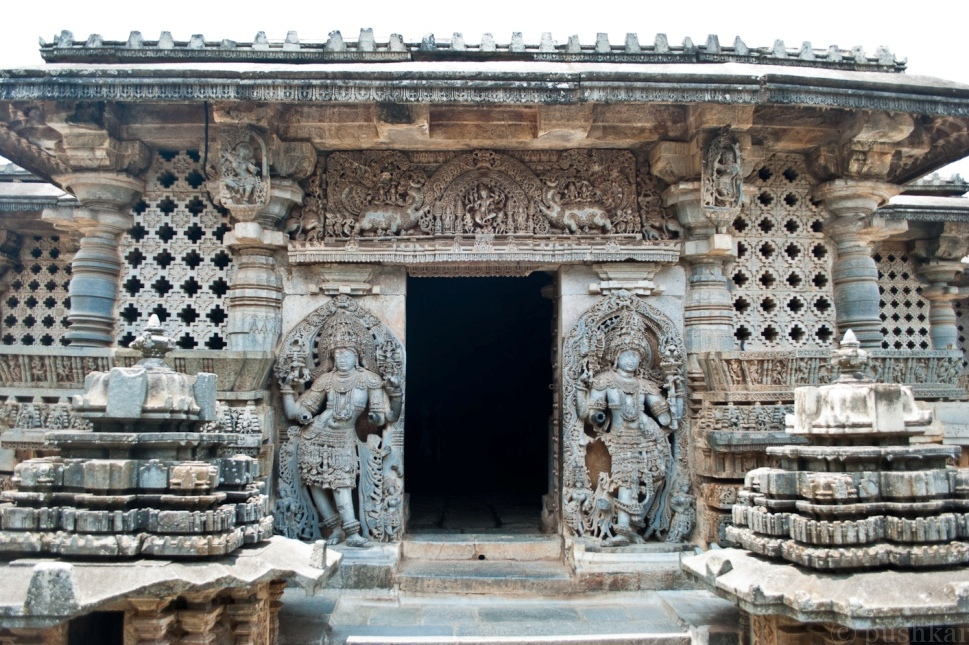

## Fordítás
Ez a szócikk részben vagy egészben  a   Halebid című német Wikipédia-szócikk fordításán alapul.  Az eredeti cikk szerkesztőit annak laptörténete sorolja fel. Ez a jelzés csupán a megfogalmazás eredetét és a szerzői jogokat jelzi, nem szolgál a cikkben szereplő információk forrásmegjelöléseként.